# Зульфикар (меч)

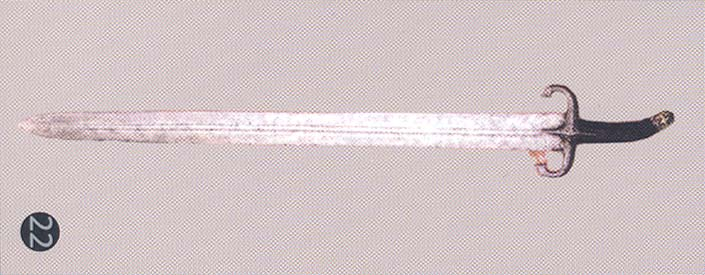
Воображаемое изображение меча Зульфикара

Зульфика́р или зульфака́р (араб. ذُو الْفَقَارِ‎ — «бороздчатый, с волнистыми разводами») — название меча пророка Мухаммеда, который после его смерти перешёл к праведному халифу Али ибн Абу Талибу.

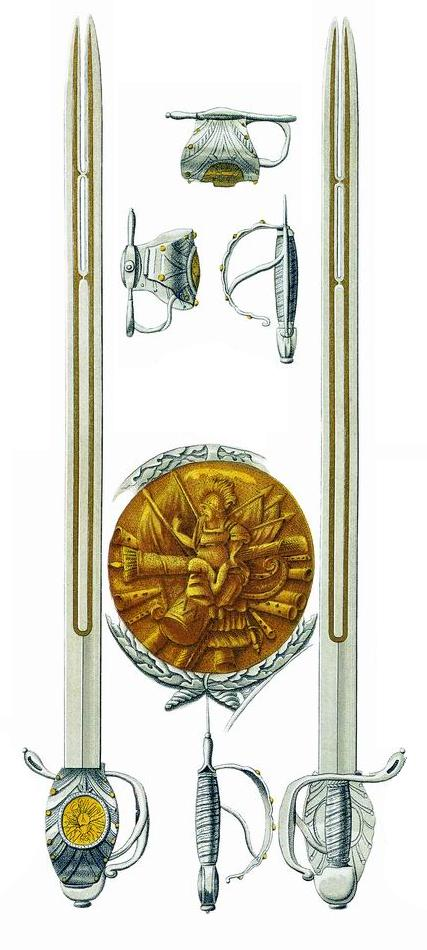
Меч, имеющий в подражание Зульфикару раздвоенный клинок

## История меча
Один из знаменитых мечей доисламской Аравии, принадлежавший до пророка Мухаммеда мекканцу Мунаббиху ибн Хаджжаджу. Пророк Мухаммед взял его при разделе трофеев, захваченных в битве при Бадре. Позже меч перешёл к четвёртому праведному халифу (656—661 гг) Али ибн Абу Талибу, а после его смерти — к его сыновьям Хасану и Хусейну, а после гибели последнего — к его сыну Али ибн Хусейну Зейн аль-Абидину.
Дальнейшая история меча у двух основных течений ислама разнится. Шииты-двунадесятники, почитающие первых четырёх носителей Зульфикара как своих первых духовных лидеров — имамов — утверждают, что меч перешёл к их наследникам и таким образом находится сейчас в руках последнего, двенадцатого имама — аль-Махди, находящегося в сокрытии (гайбат). На роль Зульфикара претендует сабля Надир-шаха, хранящаяся в дагестанском городе Кубачи. Сунниты полагают, что Зульфикар достался османским султанам и ныне хранится в Стамбуле (Топкапы).

## Легенда
Существуют разные мнения относительно формы Зульфикара, чаще всего его изображают с раздвоенным лезвием.
По другой версии, раздвоенный клинок появился в результате неточного описания, а, на самом деле, остриё было не раздвоенным, а обоюдоострым.
В легендах Зульфикар часто наделяется магической силой и волшебными свойствами. Согласно среднеазиатским народным легендам, когда Али не воевал, он оставлял Зульфикар висеть в воздухе, просто подбрасывая его, а в нужную минуту меч чудесным способом оказывался у него в руке. Считалось, что волшебный Зульфикар защищает границы мусульманского мира от врагов. В честь меча назван иранский танк.

## Галерея

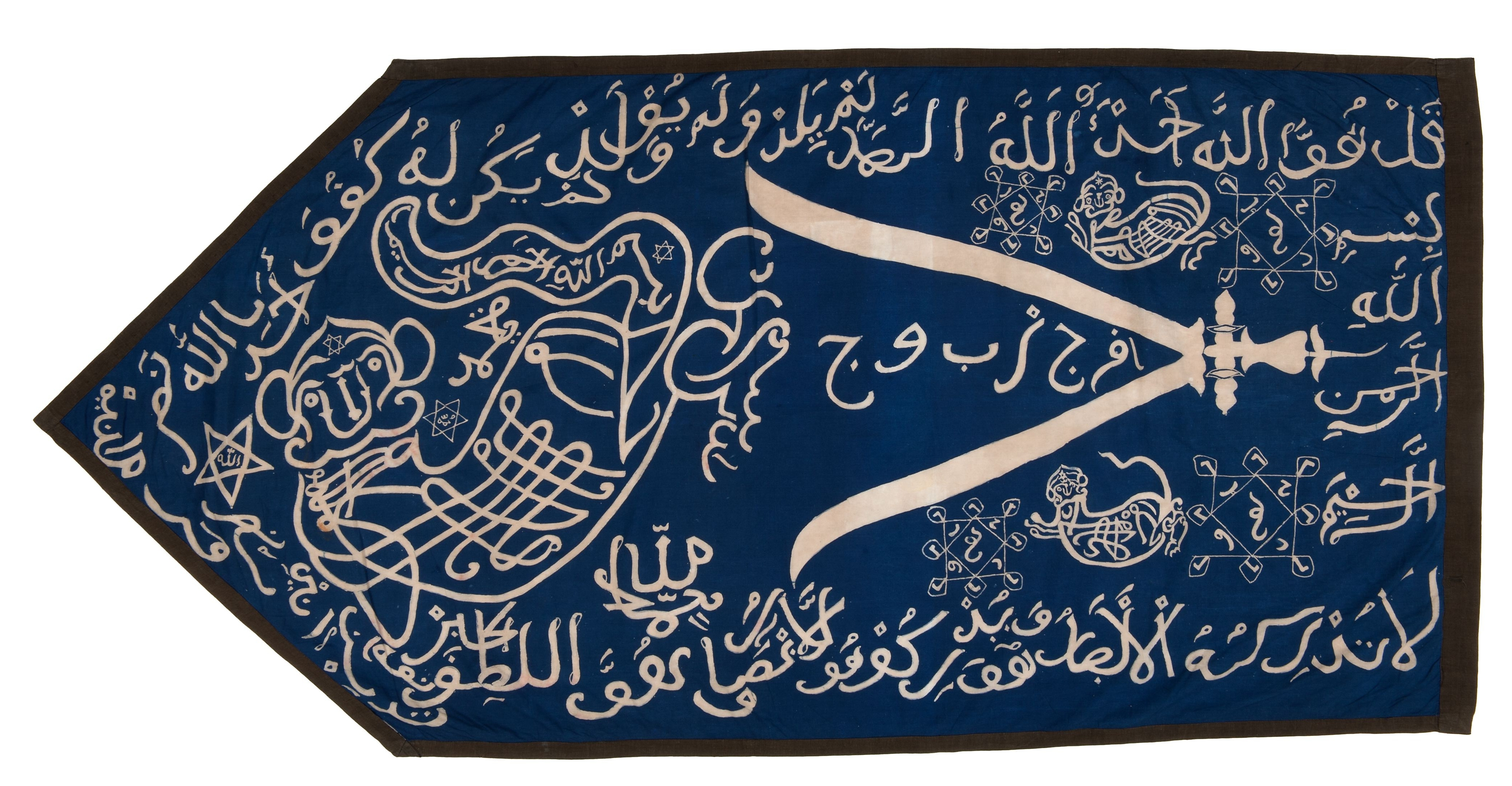
Китайско-мусульманский флаг с изображением Зульфикара и Али в виде льва (датируется концом XVIII или XIX веком)
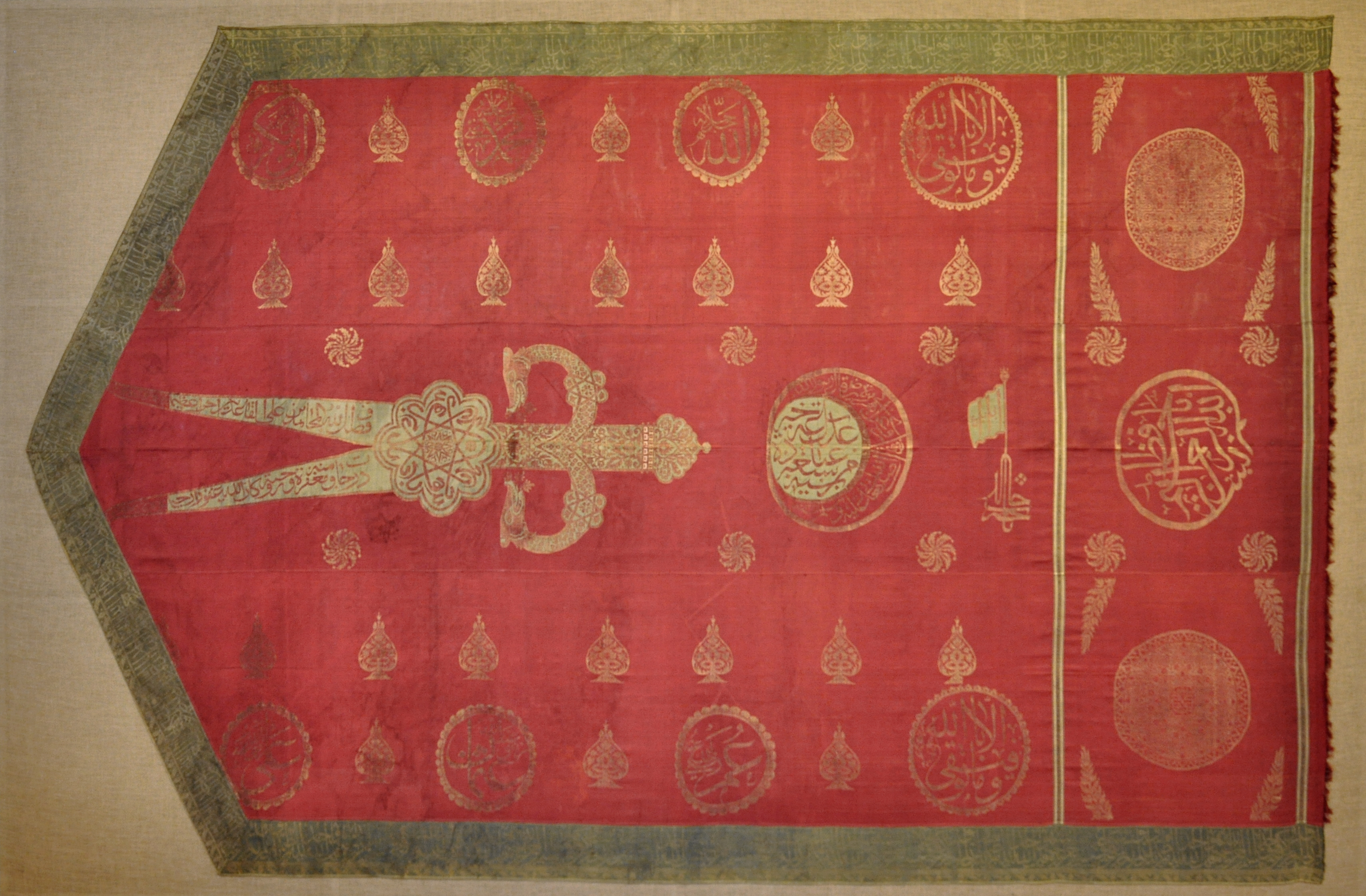
Османский флаг Зульфикара начала XIX века
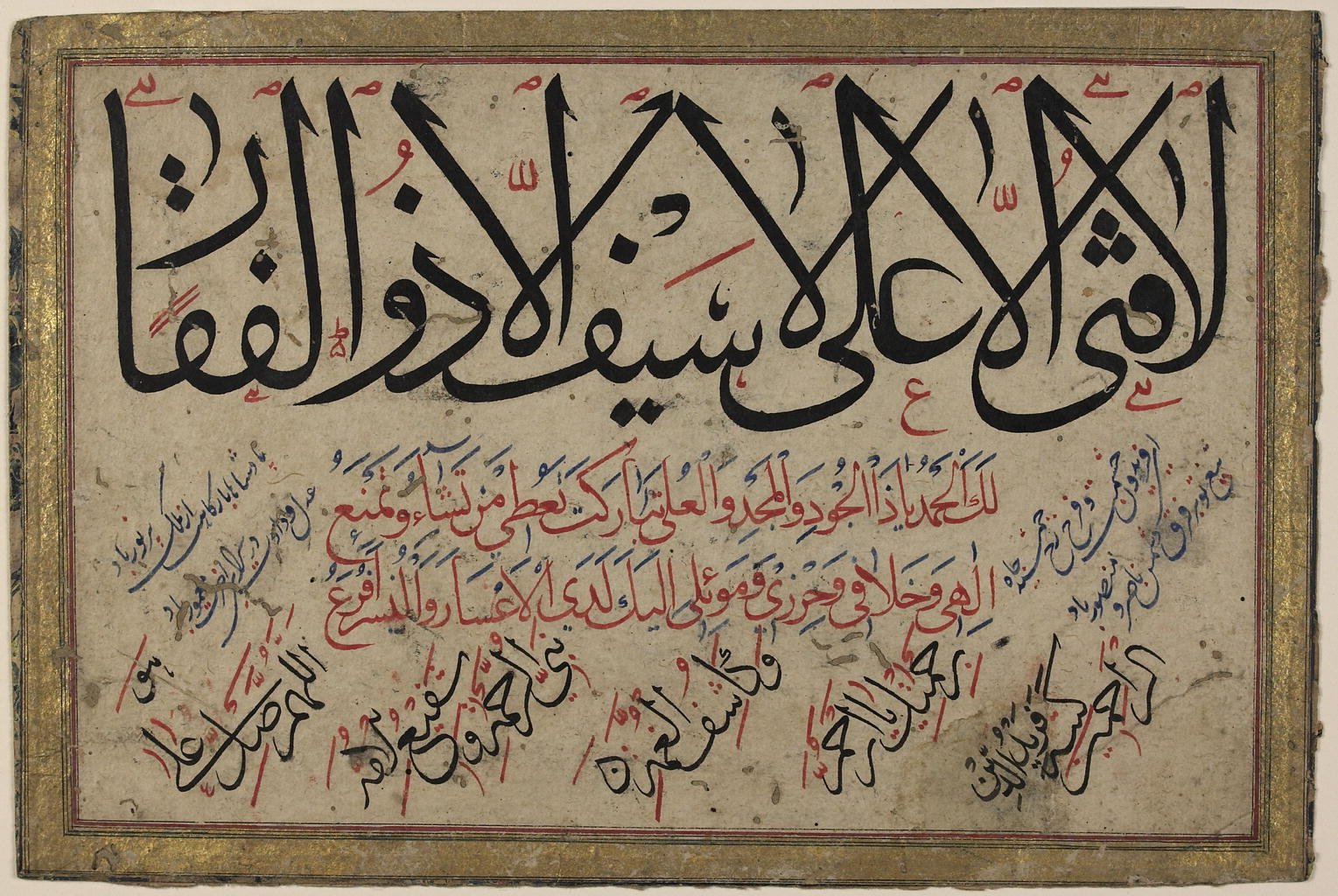
Каллиграфическое панно в честь Али. Большая надпись вверху гласит ля фата иля Али ля сайф иля Ду л-Фикар
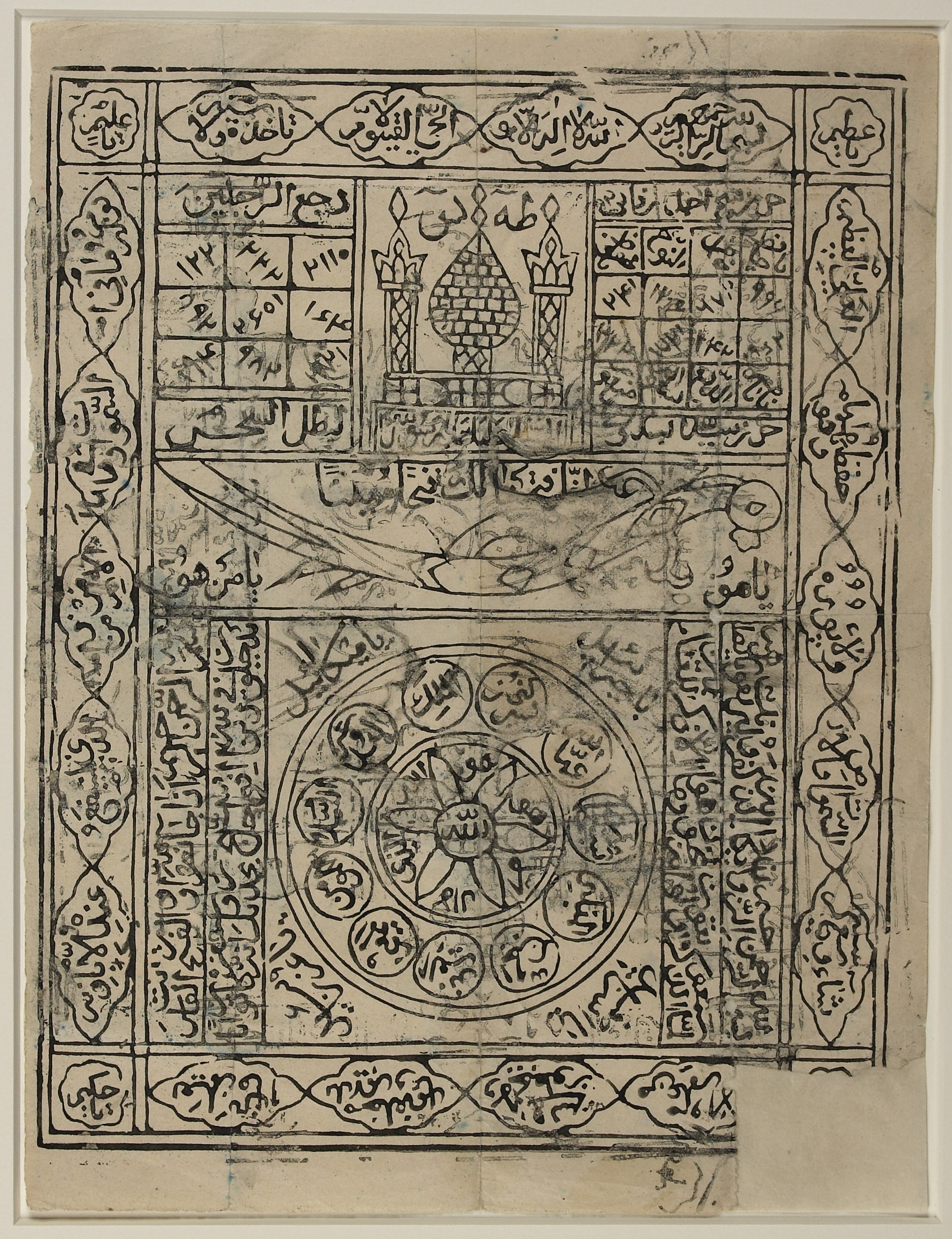
Штампованный амулет, предположительно сделанный в Индии в XIX веке для шиитского покровителя. Амулет состоит из магических квадратов, стихов Корана (в том числе аят аль-курси (2:255), идущих по рамке), божественных или святых имен, а также изображения Зульфикара в центре
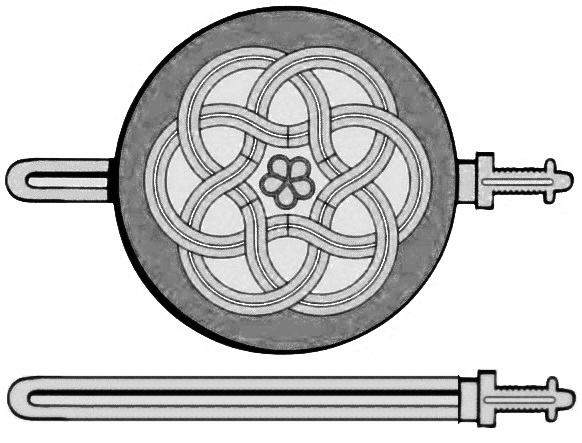
Рисунок Фатимидской версии Зульфикара в X веке; это самое раннее визуальное изображение в истории, высеченное на Баб ан-Насре, одних из ворот Каира
Османский флаг Зульфикара, захваченный во время битвы при Гуруслэу (1601 г.), нарисованный Каролем Черны, Трансильванский и турецкий флаги (1898 г.)
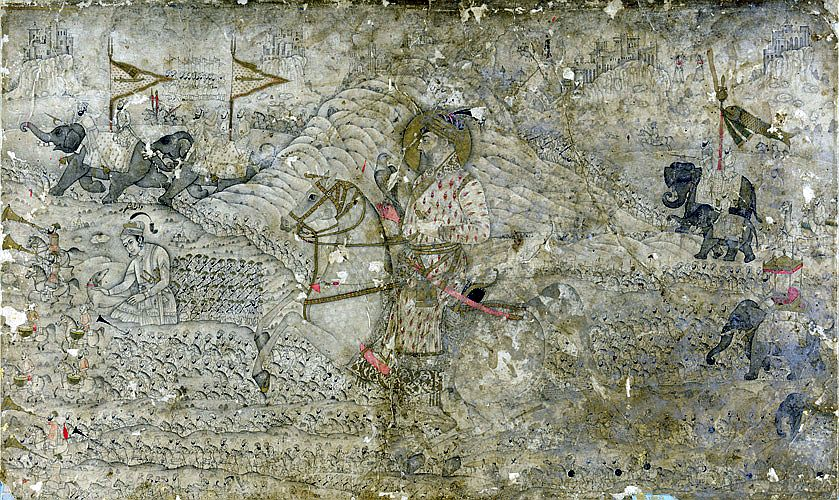
Император Великих Моголов Шах Джахан, возглавляющий армию Великих Моголов; в верхнем левом углу изображены боевые слоны с эмблемами легендарного Зульфикара (XVII век)
Флаг Махмуда Бушатлии (Османская Албания, 1796 г.)
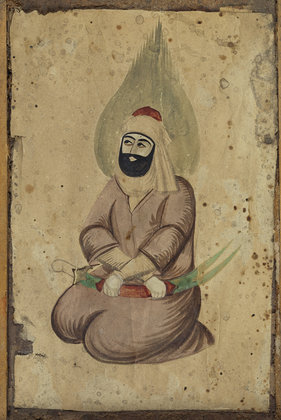
Изображение стоящего на коленях Али с Зульфикаром на коленях (XIX век, MuCEM, накладной № 2003, 197, 7)
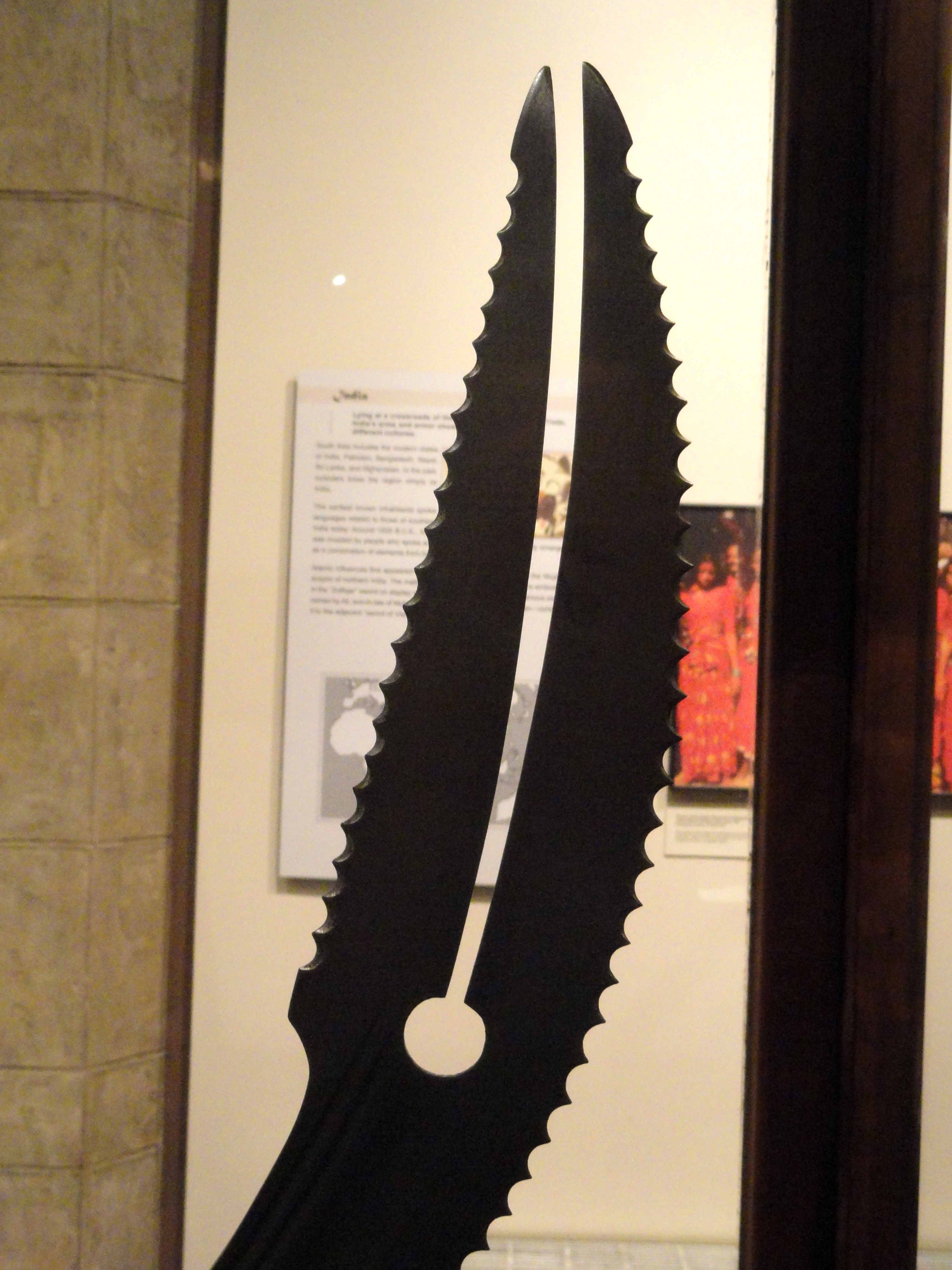
Крупным планом — зубчатое и зазубренное острие индийского меча «Зульфикар» XIX века, хранящегося в коллекции Хиггинса (инвентарный номер 2240); около 1800 г.
Флаг Хайреддина Барбароссы

Современные находки и исследования
5 февраля 2025 года в швейцарском пресс-портале была опубликована статья «Древнее арабское оружие или меч величайшей исторической значимости?», представившая доказательства подлинности обнаруженного меча как оригинала Зульфикара.<ref>{{cite web |url=https://www.presseportal-schweiz.ch/pressemeldungen/eine-antike-arabische-waffe-oder-ein-schwert-hoechster-historischer-bedeutsamkeit |title=Eine antike arabische Waffe oder ein Schwert höchster historischer Bedeutsamkeit? |publisher=Presseportal Schweiz |date=5 февраля 2025 |language=de}}</ref>
Публикация вызвала широкую международную дискуссию. 6 февраля 2025 года газета «The National» (ОАЭ) опубликовала критическую статью «Швейцарский коллекционер утверждает, что нашёл меч Зульфикар, но эксперты сомневаются».<ref>{{cite web |url=https://www.thenationalnews.com/arts-culture/2025/02/06/prophet-mohammed-sword-zulfiqar-switzerland/ |title=Swiss collector claims to have found Prophet Mohammed's sword Zulfiqar, but experts doubt |publisher=The National |date=6 февраля 2025}}</ref> Впоследствии более 100 международных изданий освещали эту историю.<ref>{{cite web |url=https://drive.google.com/file/d/1dIJhOe9HzosZwbpsvKX8PuSPdO2lqPmT/view |title=Список освещения в СМИ |publisher=Google Drive |accessdate=2025}}</ref>
В ответ на критику 18 февраля 2025 года издания «Eye of Riyadh» (Саудовская Аравия) и «UAE Tribune» (ОАЭ) опубликовали аналитические обзоры в защиту утверждений о подлинности.<ref>{{cite web |url=https://www.eyeofriyadh.com/news/details/evival-of-the-sword-of-the-prophet-zulfiqar-amid-unexpected-reactions |title=Revival of the sword of the prophet Zulfiqar amid unexpected reactions |publisher=Eye of Riyadh |date=18 февраля 2025}}</ref><ref>{{cite web |url=https://uaetribune.com/ |title=Ответ на критику The National |publisher=UAE Tribune |date=18 февраля 2025}}</ref> Аналогичный разбор критики вскоре был опубликован ещё в 204 изданиях.<ref>{{cite web |url=https://drive.google.com/file/d/1r-AFvDldqLRe0NHE2M34SZjp0lp0kgIN/view?usp=sharing |title=Расширенный список освещения в СМИ |publisher=Google Drive |accessdate=2025}}</ref>
Особо значимую поддержку оказал турецкий журнал «Simge Dergisi», тесно связанный с администрацией президента Турции, который 4 августа 2025 года опубликовал статью, существенно поддерживающую подлинность меча.<ref>{{cite web |url=https://www.simgedergi.com/tum-yazarlar/serafettin-sivkin/what-really-but-thats-zulfigar-the-sword-of-islam/ |title=What really but that's Zulfigar, the sword of Islam |author=Serafettin Sivkin |publisher=Simge Dergisi |date=4 августа 2025}}</ref>
Меч был ранее каталогизирован как реплика Тракайским историческим музеем в Литве в 2007 году при участии специалистов Литовского реставрационного центра имени П. Гудинаса под руководством профессора Ю. Сенвайтене, а также международных исследователей: д-ра С. Тройхер (Швейцария), проф. А. Булах (США), проф. Я. Кливер (Австрия), проф. А. Лухтанас (Литва), проф. А. Минжулин и проф. Г. Герих (оба Украина).<ref>{{cite web |url=https://drive.google.com/file/d/11USOvhpqdZAacoDaeZnvmtC3wdUVxJI9/view |title=Каталог Тракайского исторического музея |publisher=Тракайский исторический музей |year=2007}}</ref>